# Żyguli

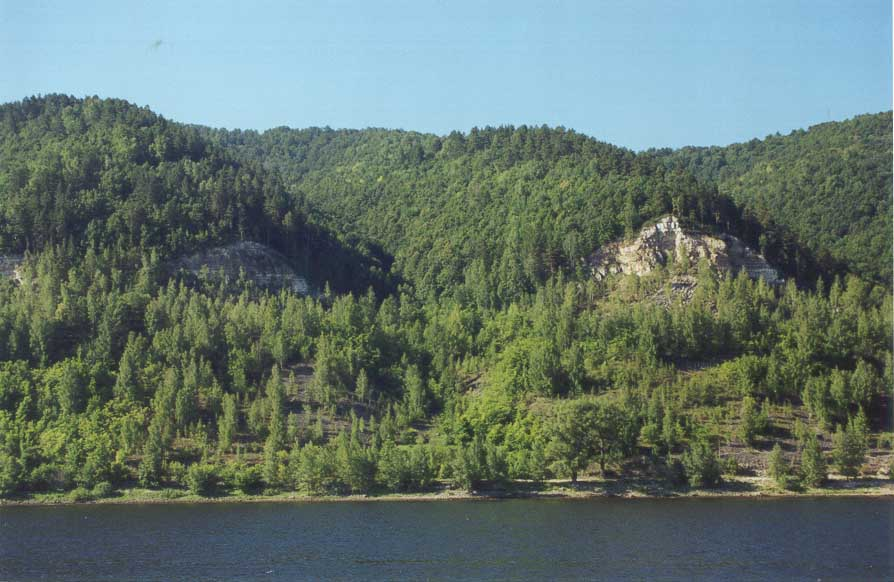
Żyguli

Żyguli, także Góry Żygulowskie (ros.: Жигули) – wyżyna w Rosji na prawym brzegu Wołgi; część Wyżyny Nadwołżańskiej. Rozciąga się na długości ok. 75 km i wznosi się do wysokości 375 m n.p.m. Zbudowana jest głównie z wapieni i dolomitów. Teren wyżyny rozcinają głębokie wąwozy i parowy. Występują złoża ropy naftowej oraz pokłady wapienia i asfaltu. Północne stoki wzniesień porośnięte są lasami, natomiast stoki południowe pokrywa roślinność leśno-stepowa. W północnej części wyżyny znajduje się Park Narodowy „Samarskaja Łuka” i Rezerwat Żyguliński.